# Erica sphaerocephala
Erica sphaerocephala là một loài thực vật có hoa trong họ Thạch nam. Loài này được J.C.Wendl. ex Benth. mô tả khoa học đầu tiên năm 1839.